# Luchmanovskaja (stanice metra v Moskvě)
Luchmanovskaja (rusky Лухмановская) je stanice moskevského metra na Někrasovské lince, která byla zprovozněna dne 3. června 2019 v rámci úseku Kosino - Někrasovka. Stanice je pojmenována podle přilehlé ulice.

## Charakter stanice
Stanice Luchmanovskaja se nachází ve čtvrti Kosino-Uchtomskij (Косино-Ухтомский) podél začínající dálnice M12, která z Moskvy směřuje na Kazaň a Jekatěrinburg. Stanice disponuje dvěma podzemními vestibuly, které mají východy k Luchmanovské ulici a ulici Dmitrijevskogo (Улица Дмитриевского) v Moskvě a dále k bytové zástavbě města Ljubercy. Na základě stanice metra je zde naplánováno vytvoření dopravně-přestupního uzlu, který by měl zahrnovat autobusové nádraží a záchytné parkoviště.  
Výzdoba stanice obsahuje odkazy na řeku a západ slunce, hlavní barvy ve výzdobě stanice jsou šedá, béžová a šedohnědá. Strop stanice je pokryt eloxovanými hliníkovými panely a podlaha je pokryta tmavě zelenou žulou. Kolejové stěny jsou ozdobeny oranžovými dekorativními panely. 